# Piotr Chardýnin
Piotr Ivánovich Chardynin (10 de febrero de 1873-14 de agosto de 1934) fue un director, actor y guionista cinematográfico ruso, uno de los pioneros de la industria del cine del Imperio ruso.

## Biografía

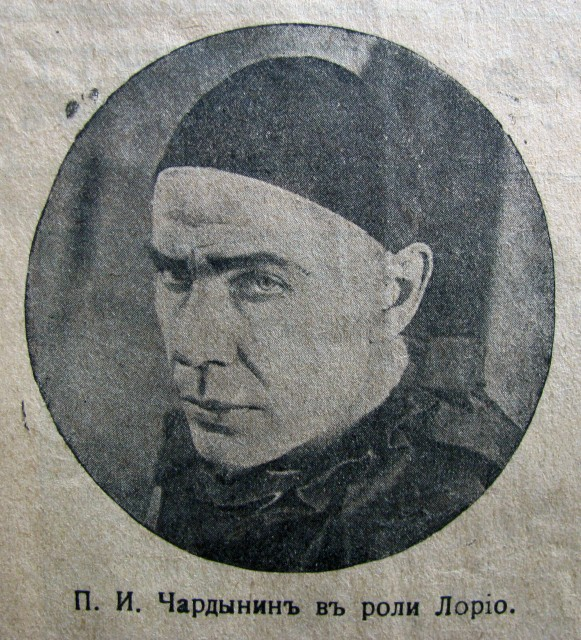
Piotr Chardynin en el papel de Lorio en su película Calla, tristeza, calla

Su verdadero nombre era Piotr Ivánovich Krasávtsev, y nació en Simbirsk, la actual Uliánovsk (Rusia). En 1890, fue admitido en la Academia Rusa de Artes Dramáticas, donde estudió bajo la tutela de Vladímir Nemiróvich-Dánchenko a partir de 1891. Tras graduarse adoptó el nombre artístico de Chardynin y empezó a actuar y dirigir en teatros de provincias en Bélgorod, Oréjovo-Zúyevo, Uralsk y Vólogda.
En 1908, Chardynin se sumó a la troupe del Vvedenski Narodny Dom en Moscú y, como parte de la misma, empezó su carrera en el cine actuando en Rússkaya svadba XVI stolétiya (La boda rusa en el siglo XVI) y Pesn pro kuptsá Kaláshnikova (La canción del mercader Kaláshnikov). En 1909, debutó en la dirección, y pronto llegó a ser el principal director de la compañía cinematográfica de Aleksandr Janzhónkov.  Sin embargo, en 1916, haciendo frente a la seria competencia de Yevgueni Bauer, Chardynin dejó a Janzhónkov y, junto a Vera Jolódnaya y otros actores, se incorporó al estudio de Dmitri Jaritónov en Odessa. Allí Chardynin rodó varios filmes de éxito, entre ellos Molchí, grust... molchí (Calla, tristeza, calla).
En 1920–1923, Chardýnin vivió y trabajó en Italia, Francia, Alemania y Letonia. En 1923, volvió a la URSS para trabajar en el Estudio de Odessa, donde dirigió varios dramas costumbristas y épicos relativos a la historia de Ucrania. 
Chardýnin recibió en los años 1930 la prohibición de las autoridades soviéticas de dirigir, y falleció en 1934 en Odessa a causa de un cáncer de hígado.

## Filmografía
| - Ukraziya 1925 - Dubrowsky, der Räuber Ataman 1921 - Rasskaz o semi poveshennykh 1920 - Molchi, grust... molchi (Calla, tristeza, calla) 1918 - U kamina 1917 - Mirazhi 1916 - Drakonovskiy kontrakt 1915 - Lyubov statskogo sovetnika 1915 - Venetziansky chulok 1915 - Teni grekha 1915 - Potop 1915 - Natasha Rostova 1915 - Peterburgskiye trushchobi 1915 - Hromonozhka 1915 - Katyusha Máslova 1915 - Komediya smerti 1915 - Ubogaya i naryadnaya 1915 - Vlast tmy 1915 - Jrizantemy (Crisantemos) 1914 | - Sorvanéts 1914 - Zhénshchina závtrashevo dnyá 1914 - Révnost 1914 - Ty pómnish li? 1914 - V rukaj besposhchádnogo roka 1914 - Dómik v Kolomne (La casita en Kolomna) 1913 - Obryv 1913 - 1613 (codirector) 1913 - Diádiushkina kvartira (El apartamento del tío) (codirector) 1913 - Voyná i mir 1913 - Rabóchaya slobodka 1912 - Kréitzerova sonata 1911 - Na bóykom meste 1911 - Píkovaya dama (La reina de picas) 1910 - Idiot 1910 - Boyarin Orsha 1910 - Charodeyka 1909 - Myórtvye dushi 1909 |